# Solūţ
Solūţ (persiska: سلوط) är en ort i Iran.   Den ligger i provinsen Ardabil, i den nordvästra delen av landet, 400 km nordväst om huvudstaden Teheran. Solūţ ligger 1 371 meter över havet och antalet invånare är 208.
Terrängen runt Solūţ är platt åt sydväst, men åt nordost är den kuperad. Runt Solūţ är det ganska tätbefolkat, med 139 invånare per kvadratkilometer. Närmaste större samhälle är Namīn, 4,7 km nordost om Solūţ. Trakten runt Solūţ består i huvudsak av gräsmarker.